# Carboxyhemoglobine
Carboxyhemoglobine (COHb) is een stabiele chemische verbinding tussen koolstofmonoxide en hemoglobine die gevormd wordt in de rode bloedcellen.
Hemoglobine is een eiwit dat zich in de rode bloedcellen (erytrocyten) bevindt en verantwoordelijk is voor het binden en transporteren van zuurstof van de longen naar de weefsels in het lichaam. Hemoglobine bestaat uit 4 subeenheden, of ketens, die ieder een haemgroep bevatten. Iedere haemgroep bevat één ijzeratoom, waar zuurstof aan kan binden.
Koolmonoxide (CO) kan zich, net als zuurstof, reversibel aan een ijzeratoom van het hemoglobine binden om zo carboxyhemoglobine te vormen. De binding tussen koolmonoxide en hemoglobine is 250 keer sterker dan de binding tussen zuurstof en hemoglobine. Doordat koolmonoxide met hogere affiniteit aan hemoglobine bindt, zal er bij blootstelling aan koolmonoxide, door competitie om de bindingsplaats, minder zuurstof aan hemoglobine gebonden zijn. Er is dan dus ook minder zuurstof beschikbaar voor de weefsels. 

## Fysiologie
Onder normale omstandigheden komt bij de afbraak van haem een kleine hoeveelheid koolmonoxide vrij, waardoor het gehalte carboxyhemoglobine ongeveer 1% van het totale hemoglobine bedraagt. Mensen die roken hebben een hoger carboxyhemoglobinegehalte in hun bloed (tot ongeveer 10%).

## Koolmonoxidevergiftiging
Koolmonoxide is een kleurloos, reukloos en smaakloos gas dat onder andere vrijkomt bij de onvolledige verbranding van koolstofhoudende brandstoffen. Koolmonoxide bindt met hoge affiniteit (250 maal sterker dan zuurstof) aan hemoglobine, waardoor er bij blootstelling aan koolmonoxide uiteindelijk een zuurstof tekort in de weefsels zal ontstaan.

### Oorzaken
Veelvoorkomende oorzaken van een koolmonoxidevergiftiging zijn:
- uitlaatgassen
- rook van open vuur
- verbrandingsgassen van verwarmingssystemen

### Symptomen
De ernst van de klachten is onder andere afhankelijk van de concentratie koolmonoxide waaraan men is blootgesteld en de duur van de blootstelling. De eerste symptomen van een koolmonoxidevergiftiging zijn hoofdpijn, misselijkheid, vermoeidheid en overgeven. Bij langere blootstelling kunnen ernstigere symptomen als ademnood, coma en uiteindelijk zelfs de dood optreden. 

### Therapie
Bij een lichte koolmonoxidevergiftiging kan het opzoeken van frisse lucht voldoende zijn. Bij ernstiger koolmonoxidevergiftiging bestaat de behandeling uit het toedienen van zuurstof, eventueel onder hoge druk. Het zuurstof zal, door competitie om de bindingsplaats, het koolmonoxide van hemoglobine verdrijven.

## Carboxyhemoglobinebepaling
Carboxyhemoglobine kan op een klinisch-chemisch laboratorium worden bepaald, veelal op bloedgasapparatuur. Men meet het percentage carboxyhemoglobine ten opzichte van het totaal hemoglobine.

## Bron
- J.M. Pekelharing e.a, Handboek medische laboratoriumdiagnostiek, Prelum uitgevers 2009, blz. 328: "Koolmonoxide"